# Partille Arena
Partille Arena er en indendørs multiarena i Partille, Sverige, med plads til 4.000 tilskuere til håndboldkampe. Arenaen er hjemmebane for klubben IK Sävehof, de har både deres herre- og damehold i landets bedste række. 
Arenaen blev indviet i 16. september 2016. Meningen med den nye arena, var at erstatte den tidligere Partillebohallen, der også blev revet ned i April 2017.